# Acide N-cyclohexyl-2-aminoéthanesulfonique
CHES
Pour les articles homonymes, voir Ches.
L'acide N-cyclohexyl-2-aminoéthanesulfonique (CHES) est un acide sulfonique couramment employé comme tampon en biochimie, comme son analogue l'acide N-cyclohexyl-3-aminopropanesulfoniquee (CAPS). Il est utilisé pour maintenir des pH entre 8,6 et 10. C'est un tampon de Good très utilisé en biochimie.